# Antichità romane (Dionigi di Alicarnasso)
Le Antichità romane (in greco antico: Ῥωμαϊκὴ Ἀρχαιολογία?; in latino Antiquitates Romanae) sono un'opera storiografica di Dionigi di Alicarnasso, pubblicata dopo il 7 a.C., che tratta della storia di Roma dalle origini fino all'inizio della prima guerra punica (264 a.C.) ed è divisa in 20 libri, dei quali si conservano interi i primi dieci, gran parte dell'undicesimo (fino al 443 a.C.) ed estratti degli altri.

## Struttura
L'opera si ricollega al punto in cui iniziano le Storie di Polibio, di cui l'autore afferma di riprendere la ricerca di imparzialità.
Il I libro si apre con una prefazione in cui Dionigi spiega di cosa intende scrivere - la storia di Roma - perché e da quali fonti; dopodiché, si diffonde a parlare degli aborigeni e di ondate migratorie dalla Grecia all'Italia, per poi discutere di Enea e, in seguito, della fondazione di Roma da parte di Romolo, al cui regno è dedicato l'intero libro II.
I libri III-V riguardano gli altri re di Roma fino alla cacciata dei Tarquini; dal VI al XIV libro, da Bruto alla conquista del Lazio, viene trattata la repubblica arcaica, per concentrarsi, dal XIV al XX, sulle guerre sannitiche e la guerra contro Pirro, con cui si chiudeva l'opera.

## Analisi
L'opera, come affermato nella prefazione, è dedicata ad un pubblico greco. Lo scopo dichiarato di Dionigi è dimostrare come Roma sia in realtà una città di origine greca e quindi abbia raggiunto giustamente la supremazia. L'intento è ulteriormente rafforzato alla fine del libro VII, nel confronto dettagliato delle cerimonie dei Ludi Romani con antiche osservanze religiose greche. 
Notevole, perché evidenzia lo scopo retorico ed apologetico dell'opera, più che tecnico in senso stretto, è l'abbondante uso dei discorsi per dare varietà alla narrazione; ciò risulta chiaro fin dal fatto che non ci sono quasi discorsi nei libri I e II, che hanno una varietà narrativa abbastanza complessa per non richiedere ulteriori sforzi retorici, mentre dal libro III in seguito i discorsi occupano quasi un terzo del testo totale. Dionigi stesso occasionalmente sente il bisogno di una qualche giustificazione per l'inserimento di tanti discorsi e argomenta che lo fa quando la crisi in esame era stata risolta da una discussione, sicché era importante per il lettore conoscere le argomentazioni che erano state avanzate da entrambi i lati.
Ulteriore peculiarità dell'opera è che, nel riportare gli anni del consolato romano, quando possibile, Dionigi fa riferimento alle Olimpiadi dell'antica Grecia, per dare certezza del riferimento temporale. Si veda ad esempio, il consolato di Gaio Orazio Pulvillo e Tito Menenio Agrippa Lanato, quello in cui si svolse la Battaglia del Cremera tra i Fabii e Veio, corrispondente all'anno in cui si svolse la 76º edizione dell'Olimpiade antica.
Ancora, per quanto riguarda le fonti, viene generalmente riconosciuto che Dionigi aveva seguito la tarda annalistica romana come suo modello politico e per i dati, citando esplicitamente la fonte solo nel caso di informazioni divergentiː in tal modo, Licinio Macro e Gneo Gellio vengono citati in due occasioni, come anche Fabio Pittore, mentre in un caso viene citato Calpurnio Pisone Frugi come l'unico in grado di fornire la versione corretta.